# Инфант Луис Альфонсо Испанский
Инфант Луис Альфонсо Испанский(Мадрид, 12 декабря 1906 г. — Мадрид, 14 мая 1983 г) — испанский принц.

## Биография
Он родился старшим сыном принца Фердинанда Баварского и инфанты Марии Терезы Испанской; для которого он был внуком Альфонсо XII и племянником Альфонсо XIII. Он был крещен во Паласио-де-Ориенте 18 декабря 1906 года, его крестными родителями были его бабушка по материнской линии, королева-мать Донья Мария Кристина и его дед по отцовской линии принц Людвиг Фердинанд Баварский.
Он сделал военную карьеру и карьеру инженера-строителя, но с началом гражданской войны в Испании вступил на сторону повстанцев. Позже он воевал во Второй мировой войны, оформлен в составе Голубой дивизии и был начальником инженерных войск в IV военном округе, а также военным губернатором Барселоны.
В 1970 году по достижении пенсионного возраста ушёл в запас и умер 14 мая 1983 года в Мадриде. Он никогда не был женат и не имел детей.

## Награды
- Рыцарь ордена Золотого руна. (9 июля 1923 г.)
- Орден Карлоса III.
  - Рыцарь Ожерелья (21 июня 1929 г.)
  - Рыцарский большой крест. (18 декабря 1906 г.)
- Кавалер Большого креста ордена Изабеллы Католической. (18 декабря 1906 г.)
- Орден Сантьяго.
  - Главнокомандующий Кастилии.
  - Джентльмен. (25 марта 1931 г.)
- Рыцарь Королевского дворянского корпуса Мадрида (январь 1930 г.)
- Кавалер Большого креста ордена Сан-Эрменегильдо (30 ноября 1964 г.)
- Рыцарь Ордена Святого Дженаро.
- Священный Военный Константиновский Орден Святого Георгия.
  - Председатель королевского совета. (примерно 1961—1983)
  - Судебный пристав Большого Креста. (около 1961 г.)
- Большой крест чести и преданности ордена Святого Иоанна Вульгуса Мальтийского.

## Титулы
- 12 декабря 1906 — 14 мая 1983: Его Королевское Высочество Светлейший Лорд Инфанте Дон Луис Альфонсо Баварский.
- 12 декабря 1906 — 3 августа 1914: принц Баварии.[7]